# 香港回流潮
香港回流潮又稱返港潮，源於早年移民境外的香港人（即海外港人）回流香港。

## 1980年代-2000年代的回流潮
1980年代起，部份早年移民出外的香港人，因為外國的生活不如理想、思念故鄉、遭到種族歧視等理由，開始回流。回流成功的例子吸引了大量已經歸化，並且擁有外國護照的移民，回到香港定居生活。
香港回歸以後，雖然政制改革停滯不前，但香港社會發展穩定，繼續為安定繁榮的城市，吸引到不少海外港人再次認定香港是安居樂業之地，故此選擇回流。
除此之外，踏進2000年代，不少海外港人的第二代（亦即於外國土生土長的子女）於當地大學畢業後，亦選擇移民香港發展事業，原因是香港有更佳的就業環境及更多的發展機會，而且香港生活比較多姿多彩。
以加拿大為例，很多比較富裕的香港移民都不適應加國經濟環境，因為稅率比香港高出多倍，而且當地政府作風官僚，加上語言障礙，使他們於當地營商困難。
美國治安情況嚴峻，而且生活及醫療的費用昂貴，隨著美國經濟停滯，美國國家稅務局設立了條多嚴厲的法例以增加稅收，大幅度地增加了移民的生活壓力。

## 2010年後的回流潮
此外，香港回歸後，中國内地廣東省（尤其是深圳市）也成為了香港人移居的其中一處熱門地點。因為兩座城市互相接壤，方便香港人隨時來往，而且中國大陸的貨物價格及樓市價格都比較香港便宜，故此吸引了不少香港人北上於中國大陸投資置產，並且移居到當地生活。
惟踏進2010年代後，人民幣持續升值，港元匯率歷史性被人民幣超前，而且差距愈來愈大，加上中國大陸的貨物價格及樓市價格都大幅上漲，造成於中國大陸投資或者生活已經不再吸引香港人，此種情況亦造成了另外一種的香港回流潮。
2024年，港人逆向北上退休成風。與以往北上居住港人集中於深圳等一線城市不同，現時港人大多於中山等二三線城市退休，物價相對較低，加上醫療券可於大灣區不少城市使用，以及是內地政府提供各種老人優惠和福利，使得北上養老愈來愈吸引。

## 2020年代的回流潮
2023年，有報道指，自2020年港區國安法生效後，有大量香港人移民外國，惟有人移民數年後隨即回流香港。回流理由眾多，部份人因家中老人不適應外國生活與文化，亦有人感到外國工作薪金不如預期，更有人在外國遭受職場霸凌或不公待遇。這些人回流後，部份選擇租住本地房屋，主因是感覺到香港房地產市場前景不明朗，未有購買本地房屋的打算。
2024年1月，有統計顯示，有早年移民外國，與香港長期沒有顯著聯繫，但持香港身份證的人士，持續於數年內回流香港。這些人以中老年人為主，亦有退休公務員。主要原因是英國和加拿大等地的公營醫療體系承接大量病人，一般人輪候看病時間長，早年移民到這些國家，又有醫療需要的香港人於是選擇返回香港接受治療。

2024年5月，有統計顯示，有香港人經加拿大救生艇計劃取得永久居民身份後，選擇回流香港。主要原因是加拿大工作薪酬和待遇不如香港，亦難以儲蓄。另一方面，香港在移民潮後有較多工作和晉升機會，亦吸引港人回流。
2024年8月，有報道指香港的國際學校學額供不應求，原因是因為部份數年前移民外國的中產香港人選擇低調回流，其子女原先在港就讀名牌學校，移民後發現外國的公立學校質素良莠不齊，往往要和其他背景各異的新移民擠在同一間學校，文化上難以適應，回流後又無法回到原先就讀的學校，於是轉向國際學校查詢。反映香港在一定程度上出現回流潮。

## 統計
根據估計，约35%於1980年代移民離開香港的香港人回流香港。
根據澳洲統計局的人口普查結果顯示，於1994年至2005年間，共有33,905名香港人移民到澳洲，惟這段年間，回流的香港華僑澳洲公民則有34,248名，回流人数比較移民人数略多，出現了負增長。此外，1990年代至今，每年約有3,000名於香港出生的香港華裔澳洲公民選擇永久性地離開澳洲，回流香港；此項數據為非土生澳洲公民移民排名中第4位。此外，每年約有3,000名於澳洲土生的香港華裔澳洲公民選擇永久性地離開澳洲，回流香港；此項數據為澳洲出生公民移民排名中第5位。
根據加拿大的相關統計部門研究报告显示，於1996年至2006年年间，加籍華裔港人回流人数約44,710人，為該項數據排名中第一位。

## 相關參見
- 香港移民潮
- 海外港人
- 越北

## 外部連結
- 中国经济繁荣掀起回流潮　澳洲香港移民只剩六成 （页面存档备份，存于）
- 调查显示：加拿大华人移民潮盛况不再 回流成风 （页面存档备份，存于）